# Boing Boing
Cet article possède des paronymes, voir Boing (homonymie) et Boeing Boeing.

Logo du magazine Boing Boing.

Boing Boing est un organisme de publication, d'abord créé comme magazine transformé ensuite en blog collaboratif.

## Historique
Boing Boing est d'abord un magazine créé en 1988 par Mark Frauenfelder et son épouse Carla Sinclair 
Les numéros portent le sous-titre : Le plus Grand Neurozine du monde. 
Avec Mondo 2000, Boing Boing aura une influence sur le développement de la culture cyberpunk. Il est diffusé jusqu'à 17 500 exemplaires. Les thèmes récurrents comprennent la technologie, l'art futuriste, la science-fiction, les gadgets, la propriété intellectuelle, la société Walt Disney et la gauche politique. Le dernier numéro de la revue sera le 15.
En 1995, Boing Boing devient un site Web et un an plus tard il se transforme en publication uniquement sur le Web,.
En recherchant un article sur les blogs en 1999, Frauenfelder utilise le logiciel Blogger ce qui conduira à relancer Boing Boing comme un weblog le 21 janvier 2000, décrit comme « répertoire de choses merveilleuses ». Au fil du temps Frauenfelder est rejoint par trois coéditeurs : Cory Doctorow, David Pescovitz et Xeni Jardin. Ces contributeurs de Boing Boing ont tous écrit pour le magazine Wired.
Boing Boing servira d'exemple au blog francophone BienBienBien.